# The Fourth Legacy
Albums de Kamelot
Siege Perilous
(1998) Karma
(2001)

The Fourth Legacy est le quatrième album du groupe Kamelot sorti en 2000.

## Liste des chansons
1. New Allegiance - 0:54
2. The Fourth Legacy - 4:55
3. Silent Goddess - 4:15
4. Desert Reign - 1:39
5. Nights Of Arabia - 5:26
6. The Shadow Of Uther - 4:45
7. A Sailorman's Hymn - 4:05
8. Alexandria - 3:53
9. The Inquisitor - 4:35
10. Glory - 3:42
11. Until Kingdom Come - 4:11
12. Lunar Sanctum - 5:59